# Sommerfuglestøv
Sommerfuglestøv er betegnelsen for de mikroskopiske små taglagte skæl på en sommerfugls vinger. Skællene er flade og hule omdannede hår. Hvert skæl har en lille stilk hvormed det er fæstnet til vingens overflade.
Sommerfuglevingens farver og mønstre dannes af skællene. Nogle skæl giver farve ved forskellige farvepigmenter, f.eks. melanin og pteridin, mens andre giver metalliske refleksfarver ved lysets brydning i skællenes struktur.
Farverne på sommerfuglens vinger hjælper den til at signalere til artsfæller og til at camouflere sig i forhold til rovdyr. Nogle sommerfuglearter har udviklet en speciel skræmmeadfærd overfor rovdyr: Hvis nogen kommer for nær slår sommerfuglen vingerne ud og åbenbarer et sæt store uhyggelige stirrende øjne, dannet af mønstre af farvede skæl. Mange rovdyr vil tøve før de sætter tænderne i sådan en modstander og det giver sommerfuglen tid til at flygte. Andre rovdyr vil gå efter øjet, og sommerfuglen kan dermed ofte nøjes med et hak i vingen i stedet for at lade livet. Et flot dansk eksempel på en sommerfugl med øjepletter er dagpåfugleøjen.
Hansommerfuglene har specielle omdannede skæl, der er forbundet med duftproducerende kirtler, der frigiver feromoner – duftstoffer – til at tiltrække hunner med. Disse duftskæl sidder tit samlet i et mønster f.eks. en plet et bestemt sted på hannens vinger.
Skællene, specielt de mørkfarvede, hjælper sommerfuglen med varmeregulering. Herudover menes det, at skællene har en afstivende virkning på vingerne, at de forøger vingearealet, og at de letter vandafvisningen og dermed virker selvrensende. 
Sommerfuglestøvet sidder ikke særligt godt fast på sommerfuglens vinger. Derfor taber dyret skællene efterhånden og vil ende med at se temmelig slidt ud. 
Når skællene falder af, er det en ulempe for dyret, men det er en skrøne at sommerfuglen dør, hvis man kommer til at gnide sommerfuglestøvet af den.